# Adiantopsis australopedata
Adiantopsis australopedata är en kantbräkenväxtart som beskrevs av Hickey, M.S.Barker och Ponce. Adiantopsis australopedata ingår i släktet Adiantopsis och familjen Pteridaceae. Inga underarter finns listade.